# Восьмое правительство Израиля
Восьмое правительство Израиля (ивр. ממשלת ישראל השמינית‎) было сформировано Давидом Бен-Гурионом 7 января 1958 года и было вторым правительством при Кнессете 3-го созыва. Правительство было коалиционным, в него вошли представители тех же партий, что и в предыдущее: МАПАЙ, МАФДАЛ, МАПАМ, Ахдут ха-Авода, а также Демократический список арабов Израиля, Прогресс и труд и Сельское хозяйство и развитие. В состав кабинета был дополнительно введён Шломо-Исраэль Бен-Меир в качестве заместителя министра.
Все министры и заместители министров от МАФДАЛ покинули кабинет с 1 июля 1958 года.
Бен-Гурион подал в отставку 5 июля 1959, после того как фракции Ахдут ха-Авода и МАПАМ в Кнессете проголосовали против позиции правительства во время голосования по вопросу о поставках оружия в ФРГ, а министры от этих партий отказались уйти в отставку. Новые выборы были назначены в ноябре 1959 после того, как Бен-Гурион сообщил президенту Ицхаку Бен-Цви, что он не в состоянии сформировать новое правительство. Формально правительство находилось у власти до 17 декабря 1959.
| Восьмое правительство Израиля                | Восьмое правительство Израиля                                            | Восьмое правительство Израиля        |
| Должность                                    | Имя, фамилия                                                             | Партийная принадлежность             |
| -------------------------------------------- | ------------------------------------------------------------------------ | ------------------------------------ |
| Премьер-министр Министр обороны              | Давид Бен-Гурион                                                         | МАПАЙ                                |
| Министр сельского хозяйства                  | Кадиш Луз                                                                | МАПАЙ                                |
| Министр развития                             | Мордехай Бентов                                                          | МАПАМ                                |
| Министр образования и культуры               | Залман Аран                                                              | МАПАЙ                                |
| Министр финансов                             | Леви Эшколь                                                              | МАПАЙ                                |
| Министр иностранных дел                      | Голда Меир                                                               | МАПАЙ                                |
| Министр здравоохранения                      | Исраэль Барзилай                                                         | МАПАМ                                |
| Министр внутренних дел                       | Исраэль Бар-Йехуда                                                       | Ахдут ха-Авода                       |
| Министр юстиции                              | Пинхас Розен                                                             | Прогрессивная партия                 |
| Министр труда                                | Мордехай Намир                                                           | МАПАЙ                                |
| Министр внутренней безопасности              | Бехор-Шалом Шитрит                                                       | МАПАЙ                                |
| Министр связи                                | Йосеф Бург (до 1 июля 1958) Исраэль Барзилай (с 1 июля 1958)             | МАФДАЛ МАПАМ                         |
| Министр по делам религий                     | Хаим Моше Шапира (до 1 июля 1958) Яаков Моше Толедано (с 3 декабря 1958) | МАФДАЛ Не являлся депутатом кнессета |
| Министр торговли и промышленности            | Пинхас Сапир                                                             | Не являлся депутатом кнессета1       |
| Министр транспорта                           | Моше Кармель                                                             | Ахдут ха-Авода2                      |
| Министр социального обеспечения              | Хаим Моше Шапира (до 1 июля 1958) Перец Нафтали (с 1 июля 1958)          | МАФДАЛ МАПАЙ                         |
| Министр без портфеля                         | Перец Нафтали (до 25 января 1959)                                        | МАПАЙ                                |
| Заместитель министра сельского хозяйства     | Зеэв Цур                                                                 | Ахдут ха-Авода                       |
| Заместитель министра образования и культуры  | Моше Унна (до 1 июля 1958)                                               | МАФДАЛ                               |
| Заместитель министра по делам религий        | Зерах Вархафтиг (до 1 июля 1958)                                         | МАФДАЛ                               |
| Заместитель министра социального обеспечения | Шломо-Исраэль Бен-Меир                                                   | МАФДАЛ                               |

1 Сапир не был депутатом Кнессета 3-го созыва, но впоследствии был избран в Кнессет от партии МАПАЙ
2 Кармель не был депутатом Кнессета до 9 июня 1958.